# Un cesto lleno de libros
Un cesto lleno de libros fue un programa juvenil de televisión, emitido por La 1 de Televisión española en 1989. Se programaba semanalmente los miércoles a las 19 horas.

## Formato
El espacio de carácter divulgativo tenía como objetivo acercar el mundo de la literatura a los más jóvenes. Cada semana se abordaba un género (aventuras, viajes, piratas, detectives...), todo ello amenizado con las actuaciones del presentador, así como entrevistas y dramatizaciones de pasajes de las novelas analizadas. El título del programa rinde homenaje a un libro del que es autor Juan Farias, guionista del programa.
Con música de July Murillo y asesoramiento literario de Antonio Basanta.